# Герард Давід
Герард Давід (нід. Gerard David; біля 1460, Аудеватер, Утрехт — 13 серпня 1523, Брюгге) — нідерландський живописець, представник раннього Північного Відродження.

## Біографія
Працював у майстерні батька, пізніше переїхав до міста Гарлем. З 1484 року оселився в Брюгге, того ж року ім'я художника згадується в регістрі живописців Брюгге, і відтоді він там і працює, посівши після смерті Ханса Мемлінга провідне місце серед художників міста.
Навчався у Ганса Мемлінга, під впливом якого стиль Герарда зазнав значних змін. З 1494 був міським живописцем у Брюгге. Імовірно, вчитель Адріана Ізенбранта.
1515 року встипив до антверпенської гільдії Святого Луки, але 1521 року його ім'я знову згадується в записах Брюгге, де художник залишається до кінця життя.

## Творчість

### Стиль
Твори м'які й соковиті, гарна передача освітлення. Поетичність пейзажових мотивів. Здебільшого є безособовим повторенням усталених у нідерландському живопису композиційних схем XV століття. Однак, не відступаючи від традиційної іконографії, художник вводив у свої твори фантастичний краєвид, надалі так творитимуть усі наступні нідерландські майстри.

### Роботи
- 2 роботи «Суд Камбіса», 1498;
- Хрещення Христа

знаходяться в Муніципальній художній галереї в Брюгге.

## Галерея

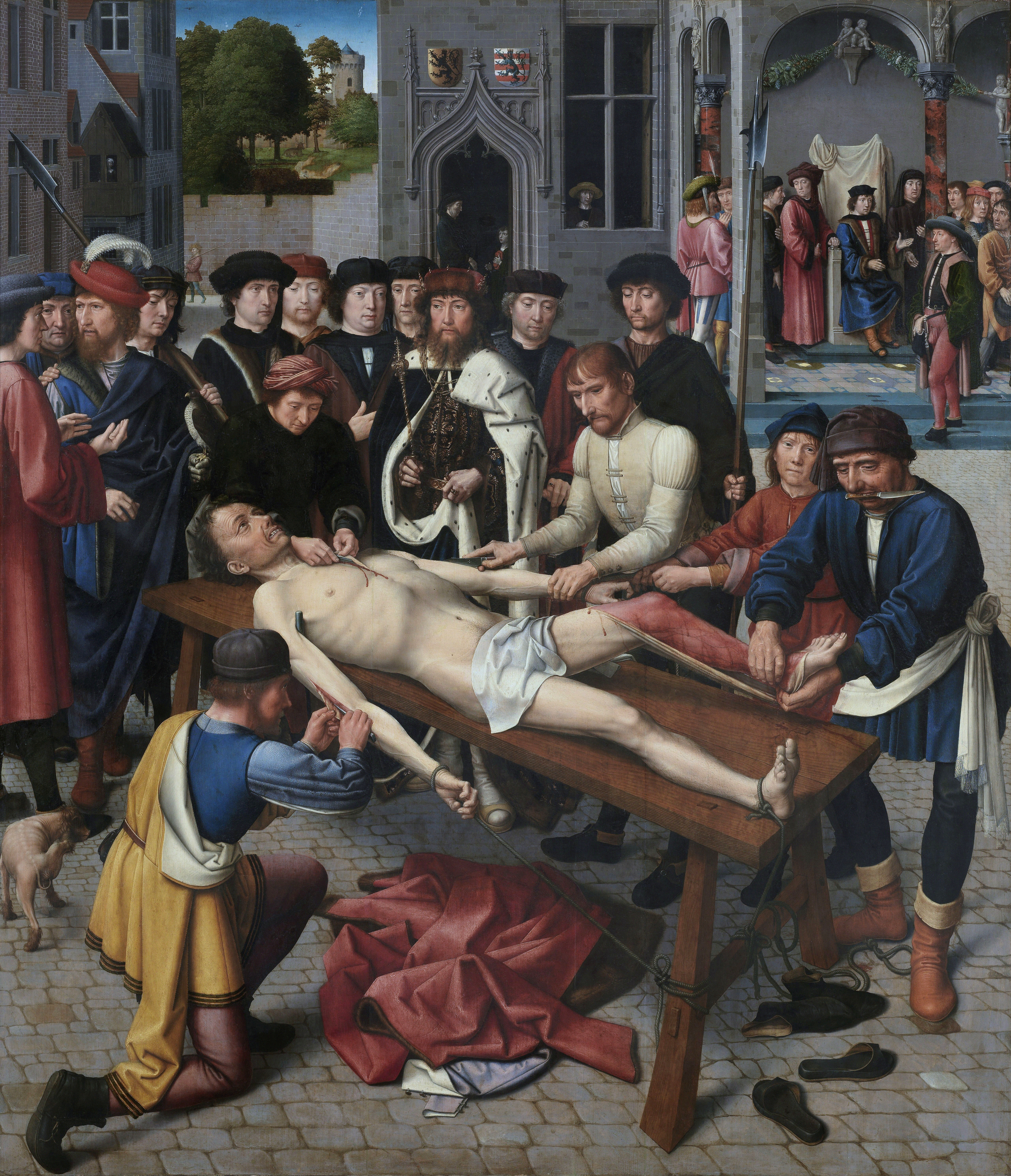
«Здирання шкіри з продажного судді». Права панель диптиха Суд Камбіса, 1498. Муніципальна художня галерея. Брюгге
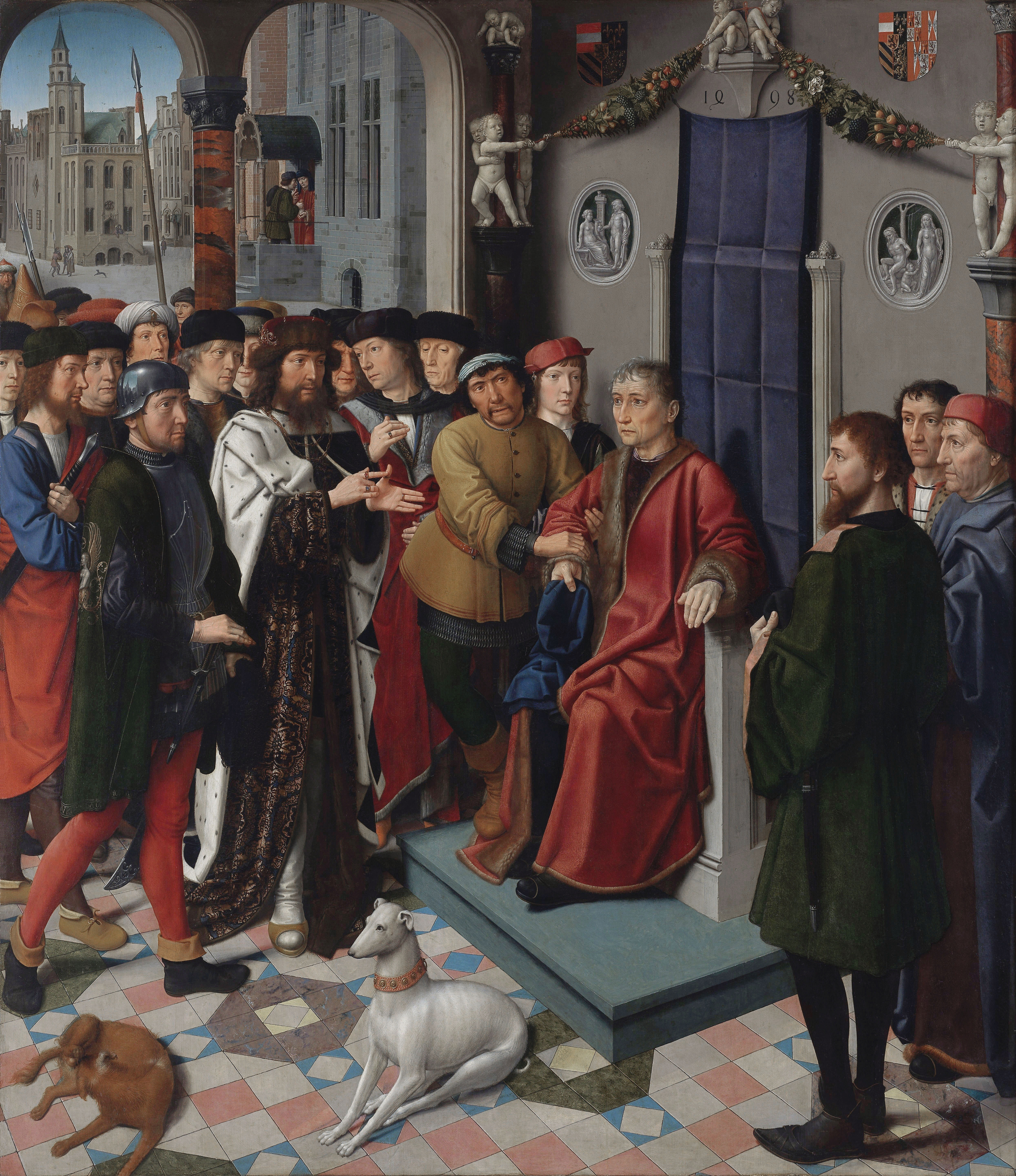
Суд Камбіса. Ліва панель. 1498. Муніципальна художня галерея. Брюгге
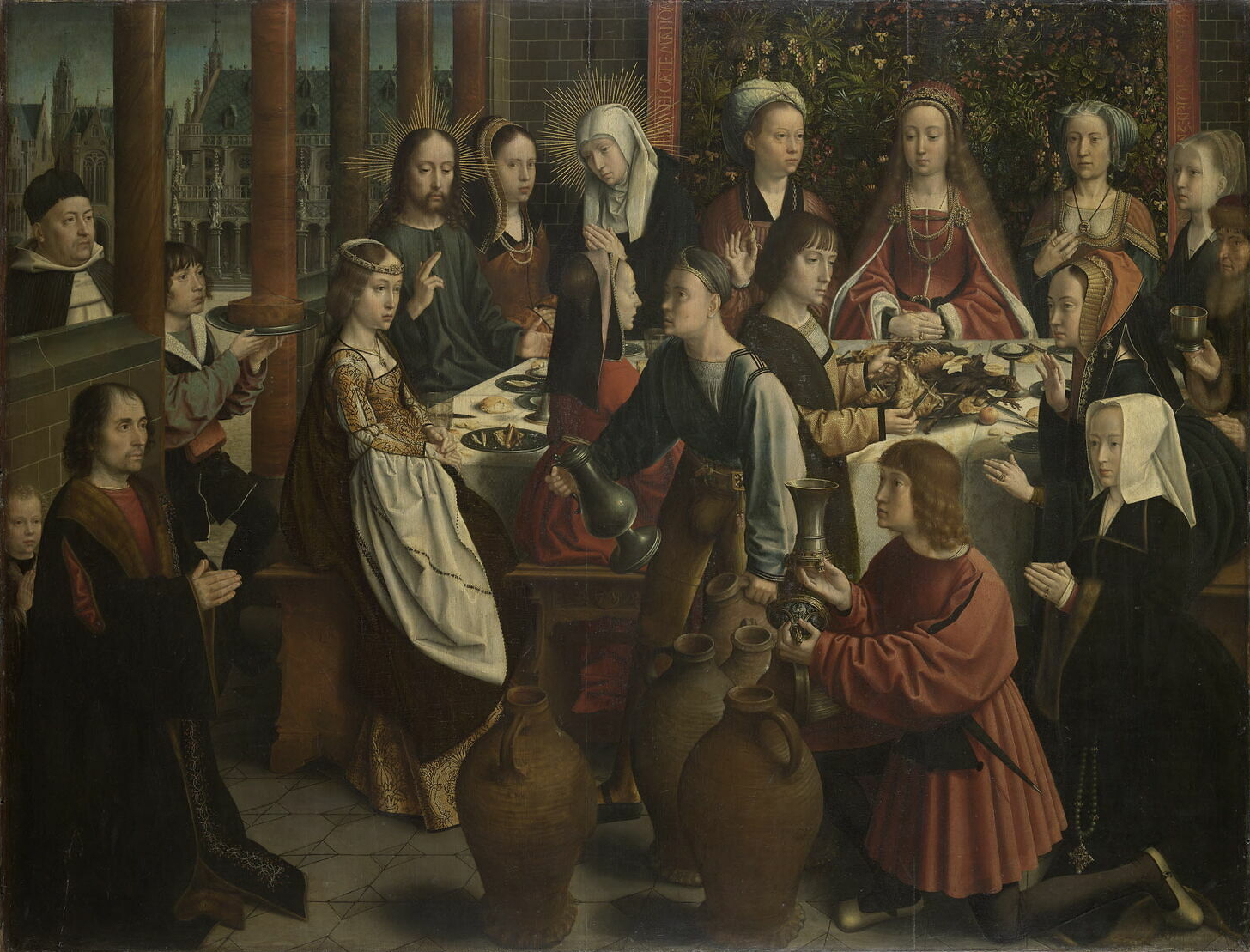
Весілля в Кані. 1500-1510. Лувр. Париж
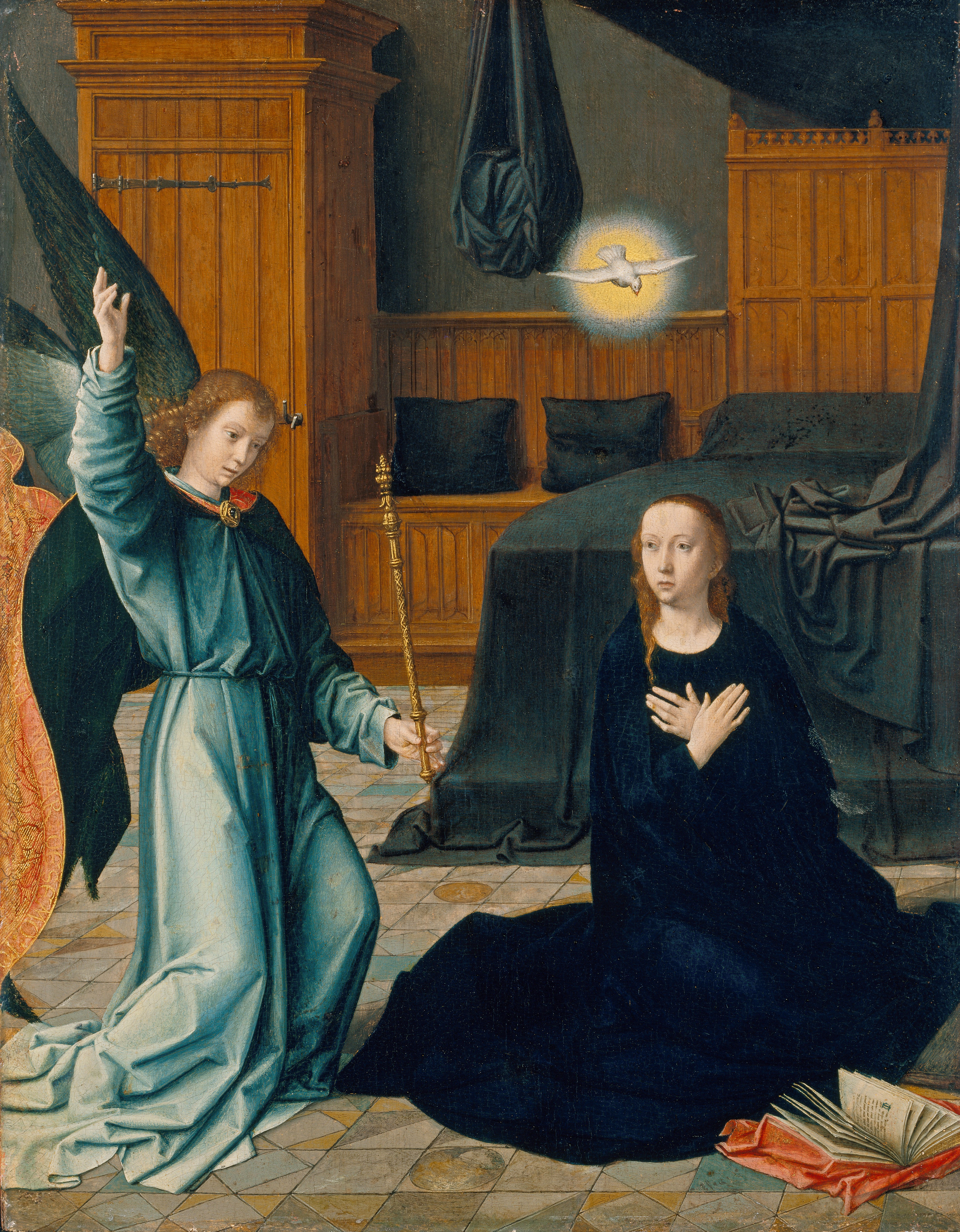
Благовіщення. Близько 1520. Штеделевський інститут мистецтв. Франкфурт-на-Майні
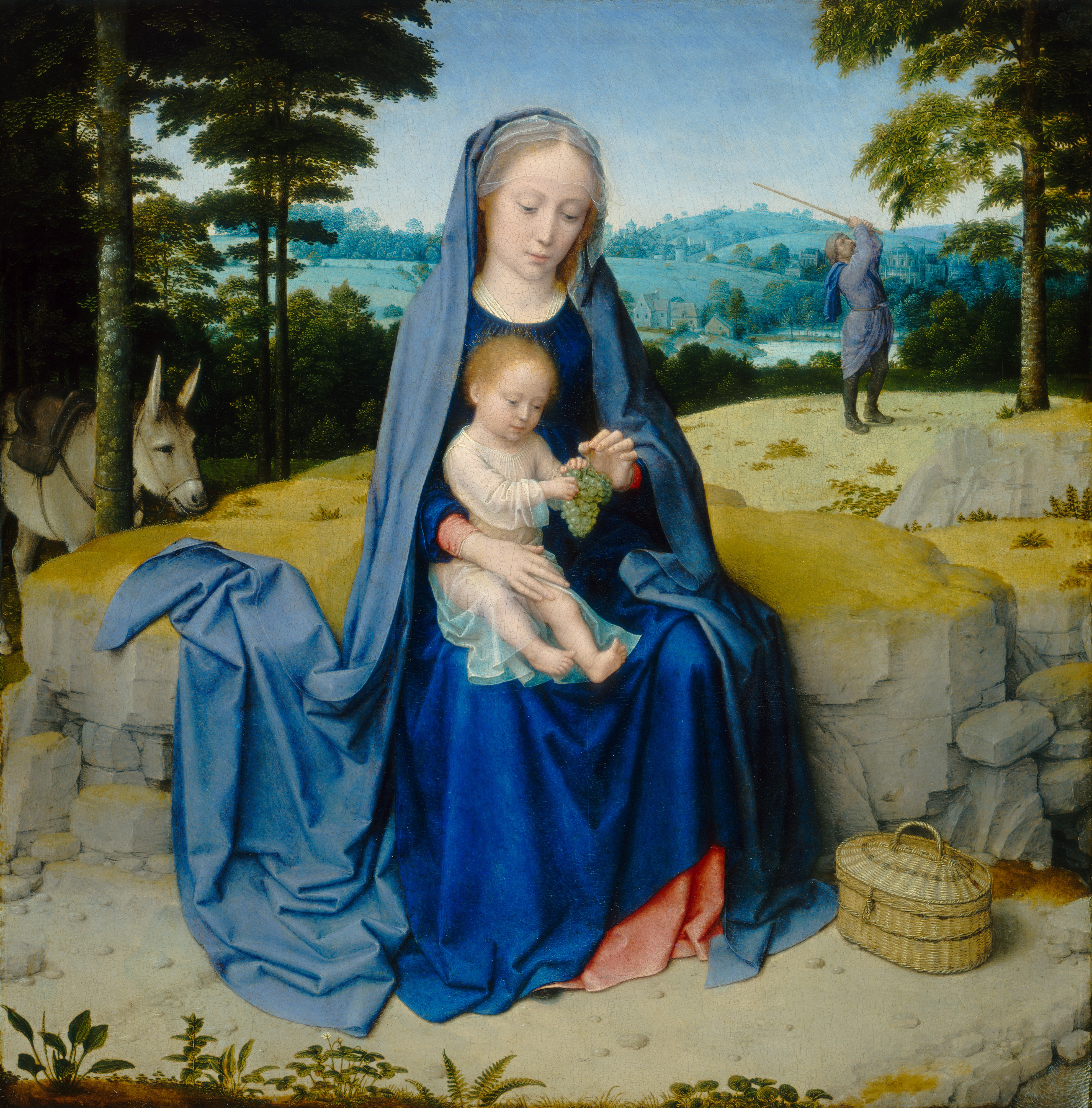
Відпочинок на шляху до Єгипту. Близько 1510. Національна галерея мистецтва. Вашингтон
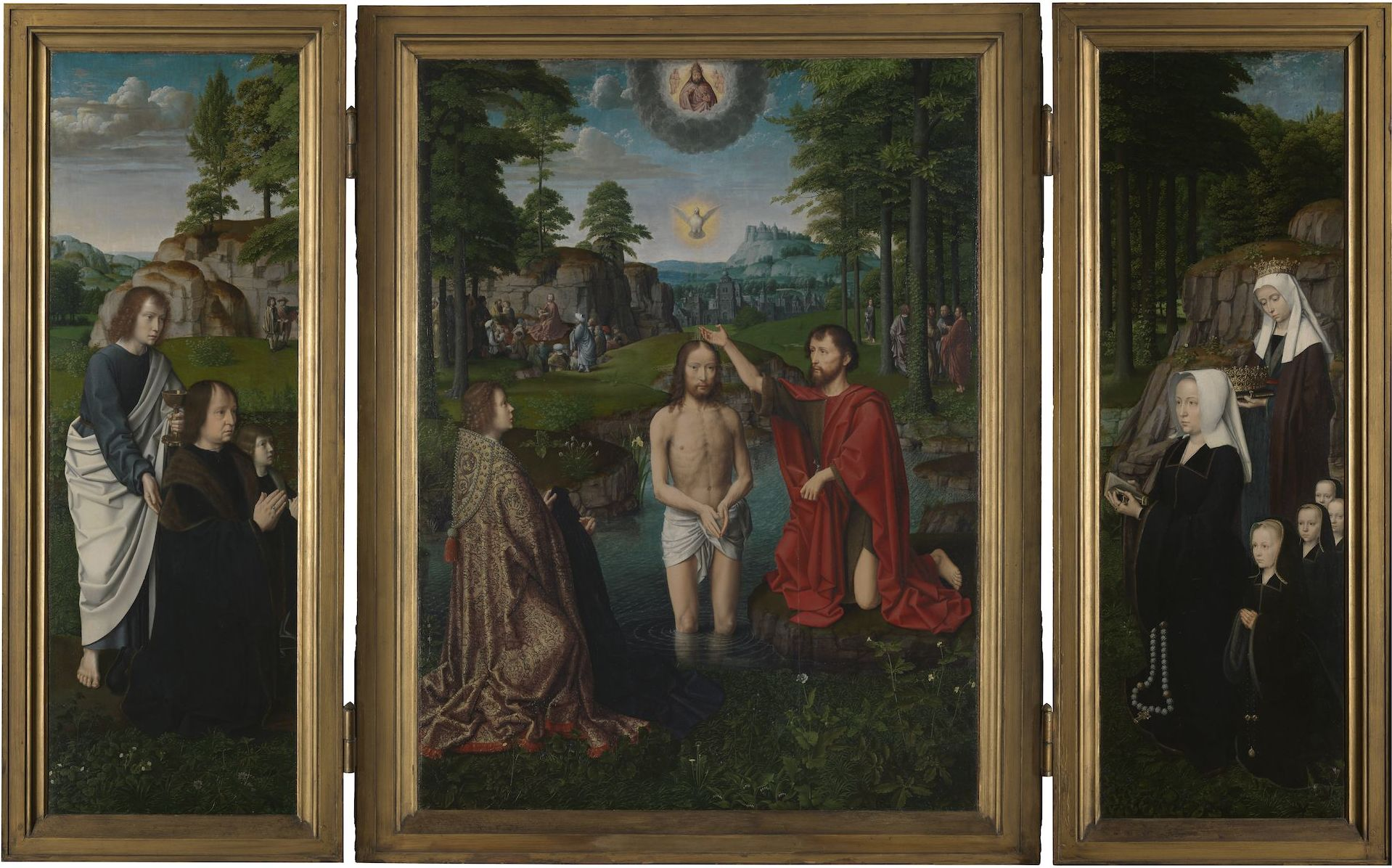
Вівтар Хрещення Христа. 1502-1508. Муніципальна художня галерея. Брюгге
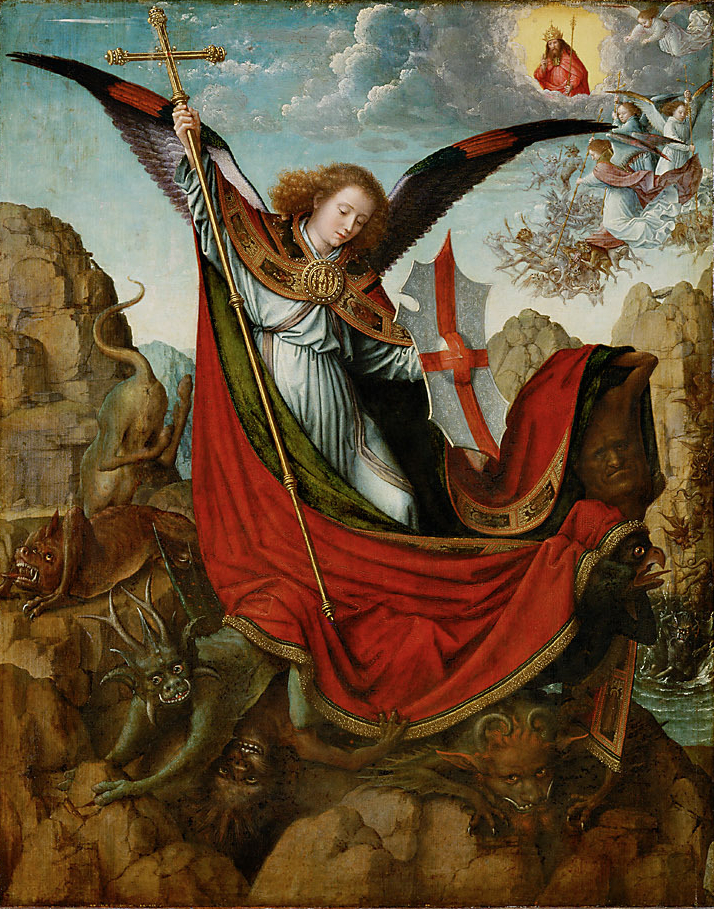
Вівтар Св. Михаїла. Центральна панель. Близько 1510. Музей історії мистецтв.